# Shigeru Ogura
Pour les articles homonymes, voir Ogura.
Shigeru Ogura (小倉繁, Ogura Shigeru), né le 16 mars 1904 à Utsunomiya et mort le 29 mai 1958, est un acteur japonais.

## Biographie
Shigeru Ogura a tourné dans plus de 110 films entre 1926 et 1958.

## Filmographie sélective

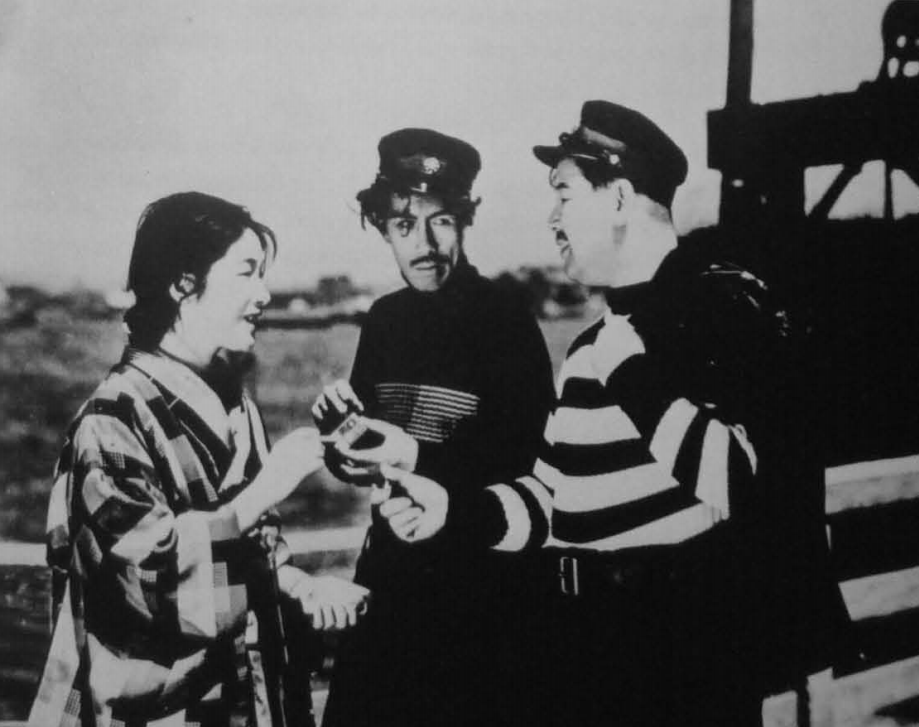
Sumiko Kurishima, Shigeru Ogura et Kenji Ōyama dans Rêves de chaque nuit (1933).

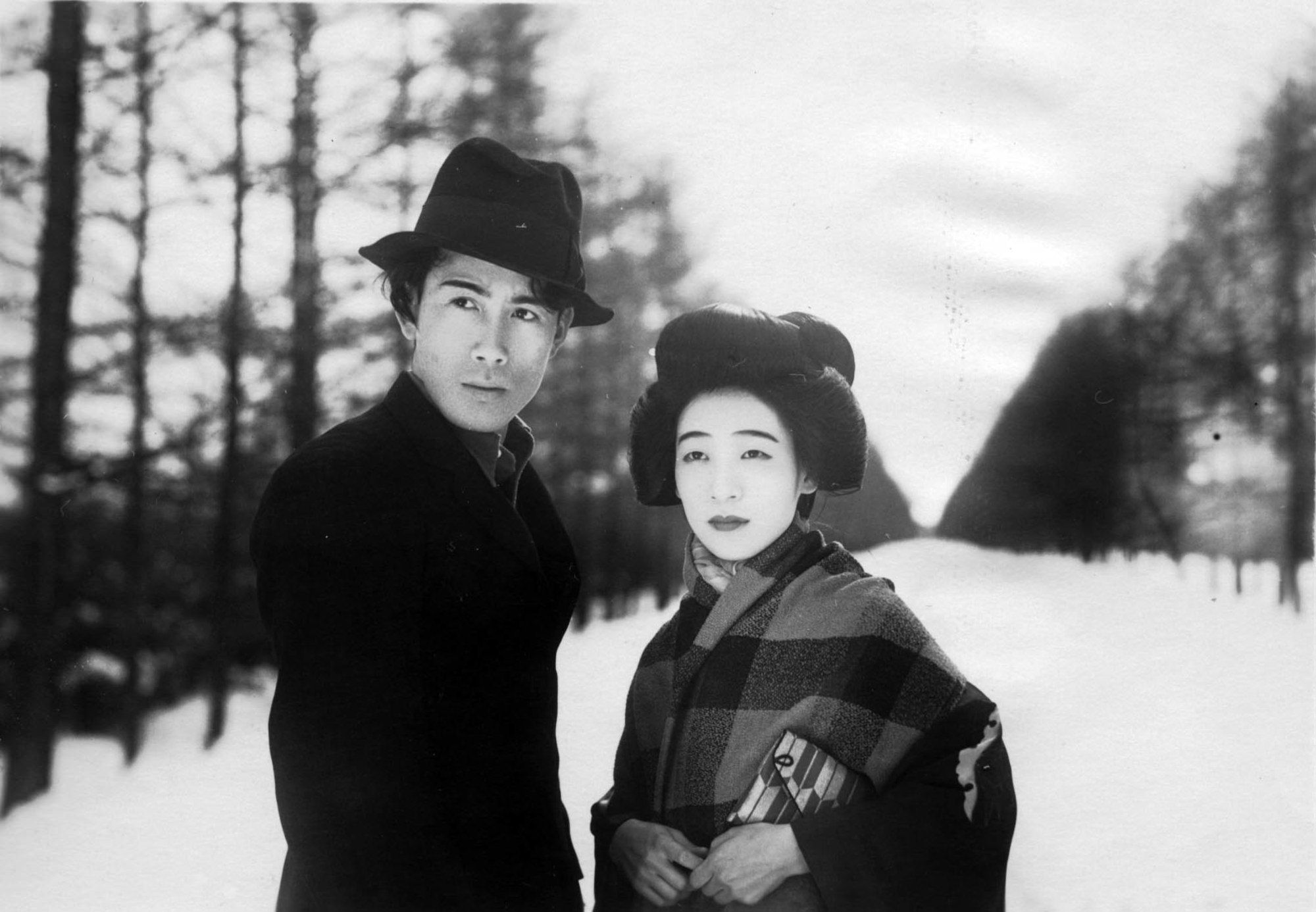
Shigeru Ogura et Akiko Chihaya dans Voici les femmes du printemps qui pleure (1933).

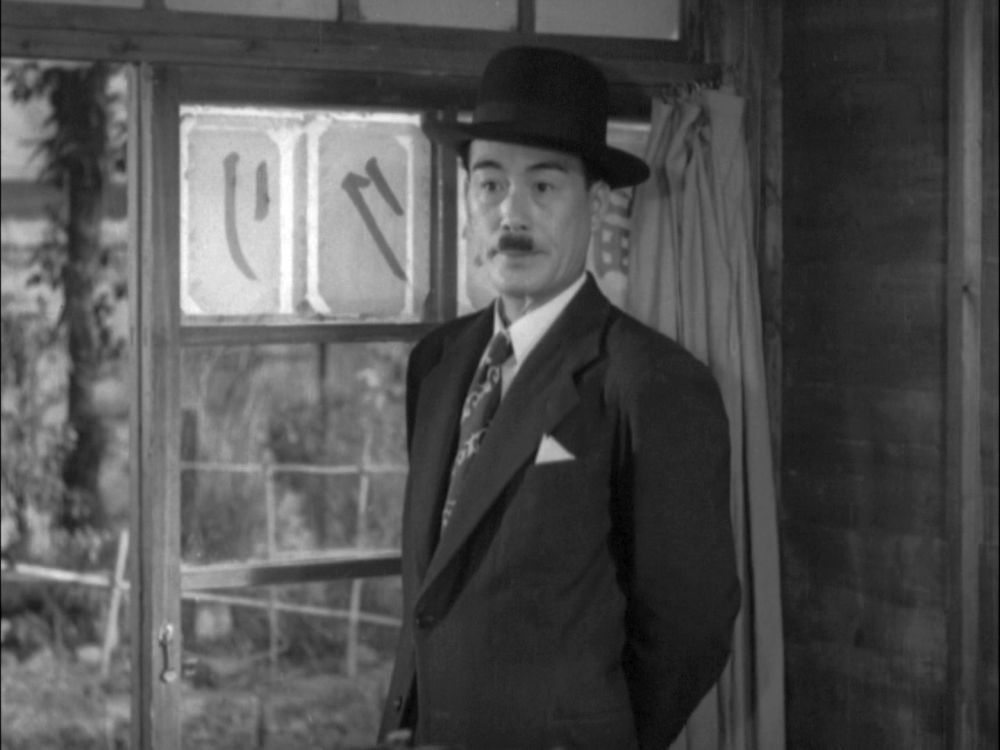
Shigeru Ogura dans La Mère (1952).

- 1926 : L'Homme trahi (裏切られ者, Uragiraremono?) de Hiroshi Shimizu : Gonpachi
- 1928 : Rêves de jeunesse (若人の夢, Wakōdo no yume?) de Yasujirō Ozu : un étudiant
- 1928 : Femme perdue (女房紛失, Nyōbō funshitsu?) de Yasujirō Ozu
- 1929 : Jours de jeunesse (学生ロマンス　若き日, Gakusei romance wakaki hi?) de Yasujirō Ozu : un étudiant
- 1929 : La Fille à la canne (ステッキガール, Sutteki gāru?) de Hiroshi Shimizu
- 1929 : Mœurs d'une jeune fille errante en voyage (浮草娘旅風俗, Ukikusa musume tabifūzoku?) de Hiroshi Shimizu
- 1929 : Ichioku-en (壱〇〇、〇〇〇、〇〇〇円?) de Torajirō Saitō : le fantôme de Chūji Kunisada
- 1929 : Shinkon zengo (新婚前後?) de Keisuke Sasaki
- 1930 : Chotto demashita sankaku yarō (ちょっと出ました三角野郎?) de Keisuke Sasaki
- 1930 : À la croisée des chemins (岐路に立ちて, Kiro ni tachite?) de Hiroshi Shimizu
- 1930 : Vierge exigée (処女入用, Shoja nyūyō?) de Heinosuke Gosho
- 1930 : Kafei no fūfu (カフェーの夫婦?) de Keisuke Sasaki
- 1930 : Mademoiselle (お嬢さん, Ojōsan?) de Yasujirō Ozu : professeur à l'école d'art dramatique
- 1931 : Danjo oshi kurabe (男女押し比べ?) de Yasushi Sasaki
- 1931 : Kanojo no kōfun (彼女の興奮?) de Torajirō Saitō
- 1931 : Sous le toit des voisins (隣の屋根の下, Tonari no yane no shita?) de Mikio Naruse : Aoyama
- 1932 : Mesdames, prenez garde à vos manches ! (女は袂を御用心, Onna wa tomoto o goyojin?) de Mikio Naruse : Yamaguchi
- 1932 : Sois un grand homme ! (偉くなれ, Eraku nare?) de Mikio Naruse : Yamano
- 1932 : Chappurin: Yo naze naku ka (チャップリンよ なぜ泣くか?) de Torajirō Saitō
- 1932 : La Fille aux chocolats (チョコレートガール, Chokoreto garu?) de Mikio Naruse
- 1932 : Les 47 Rōnin I (忠臣蔵 前篇 赤穂京の巻, Chūshingura: Akō Kyō no maki?) de Teinosuke Kinugasa
- 1932 : Les 47 Rōnin II (忠臣蔵 後篇 江戸の巻, Chūshingura: Edo no maki?) de Teinosuke Kinugasa
- 1933 : Voici les femmes du printemps qui pleure (泣き濡れた春の女よ, Nakinureta haru no onna yo?) de Hiroshi Shimizu : Chuko
- 1933 : Rêves de chaque nuit (夜ごとの夢, Yogoto no yume?) de Mikio Naruse : un marin
- 1933 : Comment attaquer en amour (恋愛一刀流, Ren'ai ittōryū?) de Hiroshi Shimizu : Mochizuki
- 1933 : Our Happy Day (嬉しい頃, Ureshii koro?) de Hiromasa Nomura : Nakagawa
- 1933 : L'Amour (愛撫, Ramūru?) de Heinosuke Gosho
- 1933 : Jogakusei to yotamono (女学生と与太者?) de Hiromasa Nomura
- 1934 : Éclipse (金環蝕, Kinkanshoku?) de Hiroshi Shimizu : Muraki
- 1935 : Quelle richesse sont les enfants ! (子宝騒動, Kodakara sōdō?) de Torajirō Saitō
- 1935 : Haha no koibumi (母の恋文?) de Hiromasa Nomura : voleur
- 1935 : Eikyū no ai: Zenpen (永久の愛 前篇?) de Yoshinobu Ikeda : Maruyama
- 1935 : Eikyū no ai: Kōhen (永久の愛 後篇?) de Yoshinobu Ikeda : Maruyama
- 1936 : Monsieur Merci (有りがたうさん, Arigatō-san?) de Hiroshi Shimizu : le jeune marié
- 1936 : Hommes contre femmes (男性対女性, Dansei tai josei?) de Yasujirō Shimazu
- 1937 : La Chanson du panier à fleur (花籠の歌, Hanakago no uta?) de Heinosuke Gosho
- 1937 : Shussen no uta (出船の歌?) de Keisuke Sasaki
- 1951 : Le Fard de Ginza (銀座化粧, Ginza keshō?) de Mikio Naruse : Chūya Sakurai
- 1951 : La Mère venue de la Lune (月よりの母, Tsuki yori no haha?) de Yutaka Abe : Minamotono
- 1952 : Umon torimonochō: Hikanoko ihen (右門捕物帖 緋鹿の子異変?) de Nobuo Nakagawa
- 1952 : Okuni et Gohei (お国と五平, Okuni to Gohei?) de Mikio Naruse
- 1952 : La Mère (おかあさん, Okaasan?) de Mikio Naruse : un client
- 1952 : Les Fossettes de Tokyo (東京のえくぼ, Tokyo no ekubo?) de Shūe Matsubayashi : Tokutarō Kimura
- 1953 : Là d'où l'on voit les cheminées (煙突の見える場所, Entotsu no mieru basho?) de Heinosuke Gosho : Daisuke Kaneko
- 1953 : Ichi tō nyōbō to san tō teishu (一等女房と三等亭主?) de Kiyoshi Komori
- 1953 : Lettre d'amour (恋文, Koibumi?) de Kinuyo Tanaka
- 1954 : Ichi tō madamu to san tō danna (一等マダムと三等旦那?) de Kiyoshi Komori
- 1954 : Ishinaka sensei gyōjō-ki: Seishun musen ryokō (石中先生行状記 青春無銭旅行?) de Nobuo Nakagawa: Yoshio Maruyama
- 1955 : Otoko ippiki (男一匹?) de Kyōtarō Namiki
- 1955 : Atsukama shi to Oyakama shi (アツカマ氏とオヤカマ氏?) de Yasuki Chiba
- 1955 : Fūryū kōban nikki (風流交番日記?) de Shūe Matsubayashi : diseur de bonne aventure
- 1956 : Seiki no shōhai (世紀の勝敗?) de Kyōtarō Namiki
- 1956 : Onna Keirin-ō (女競輪王?) de Kiyoshi Komori : Genzō Igarashi
- 1958 : Quai de la chair (女体棧橋, Jotai sanbashi?) de Teruo Ishii : Ōno